# Szyja (fortyfikacja)

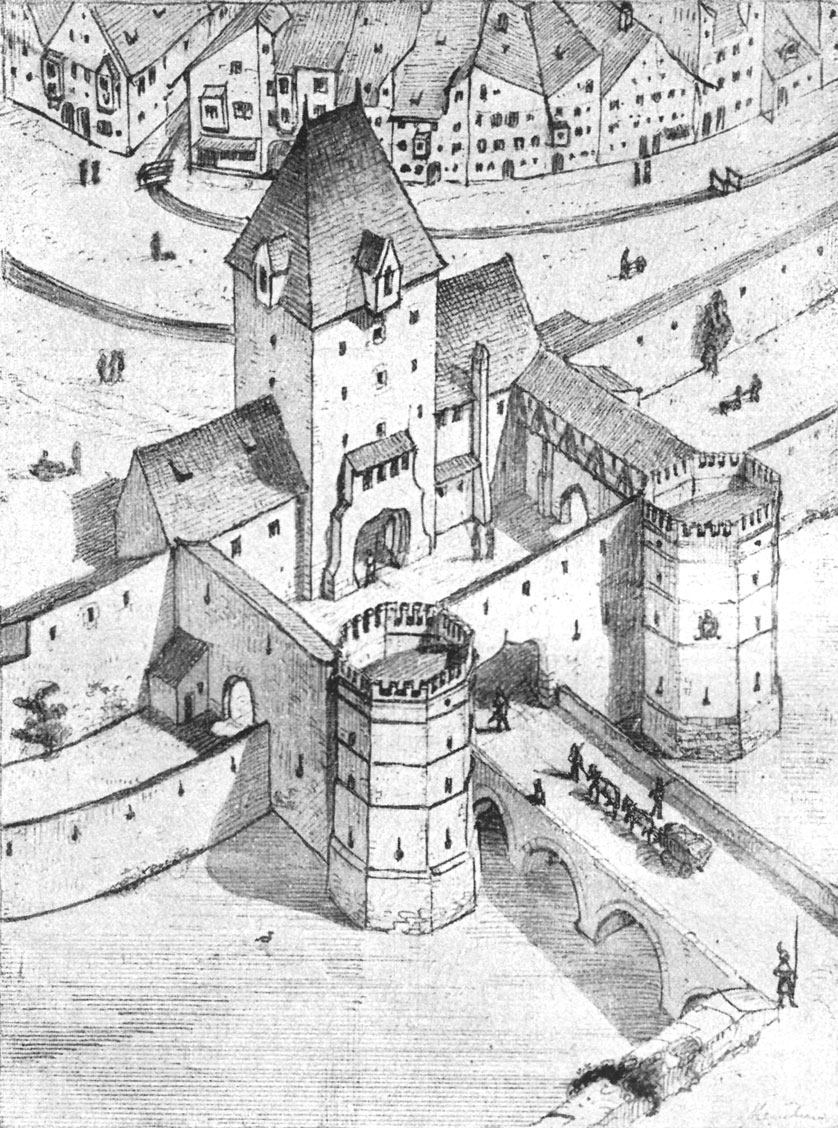
Szyja w fortyfikacji średniowiecznej

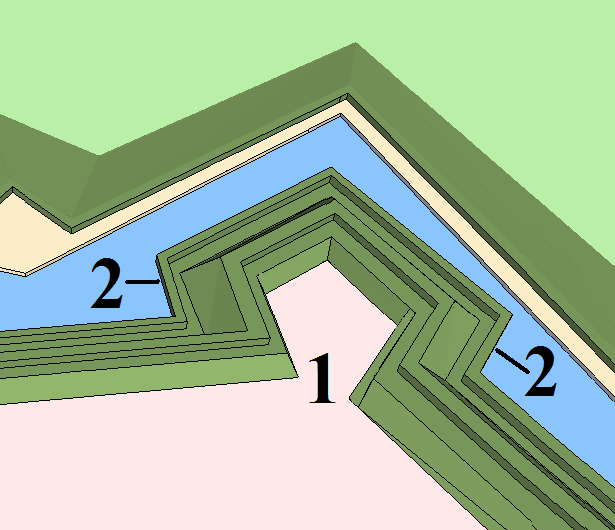
Szyja (1) i bark (2) nowożytnego bastionu

Szyja – element przedbramia w formie ufortyfikowanego ciągu komunikacyjnego, łączący bramę obwodu obronnego z wysuniętym na przedpole elementem lub dziełem obronnym, wzniesionym w celu umocnienia bramy.
W przypadku bastionu twierdzy szyja to część zwrócona w stronę wnętrza twierdzy, pomiędzy barkami. 